# Nienbüttel
Nienbüttel er en by og en kommune i det nordlige Tyskland, beliggende i Amt Schenefeld i den nordvestlige del af Kreis Steinburg. Kreis Steinburg ligger i den sydvestlige del af delstaten Slesvig-Holsten.

## Geografi
Nienbüttel ligger omkring 3 km øst for Wacken og 12 km nord for Itzehoe ved motorvejen A23.
I kommunen ligger også bebyggelsen Holstenbrook.